# Westmore (Vermont)
Westmore est une ville des États-Unis dans le comté d'Orleans au Vermont, au bord du Lac Willoughby. La ville possède la densité de population la plus faible du comté.

## Histoire
La ville porte d'abord le nom de Westford à sa fondation en 1781 mais, en raison de la présence d'un autre Wesford dans le comté de Chittenden, est rebaptisée en 1787.

## Personnalité liée à la commune
- Porter Dale (1867-1933), homme politique, y est décédé.